# گزبرخوار
گزِ بُرخوار، شهری در بخش مرکزی شهرستان شاهین‌شهر در استان اصفهان ایران است.

## موقعیت جغرافیایی
شهر تاریخی گز در دشت نسبتاً مسطحی قرار گرفته که فاقد عوارض طبیعی است. این شهر به فاصله ۱۸ کیلومتری شمال اصفهان قرار دارد.

## آب و هوا
از نظر آب و هوایی دارای آب و هوای نیمه صحرایی و از لحاظ اقلیم‌شناسی جزء اقلیم نیمه‌بیابانی خفیف به‌شمار می‌رود. بارندگی آن کمتر از شهر اصفهان و تبخیر آن زیادتر است. خاک‌های منطقه عموماً از جنس رس با چسبندگی نسبتاً زیاد با کمی شن و ماسه است.

## پیشینه تاریخی
قدمت و کهن‌سالی گز به بیش از چهارهزار سال پیش می‌رسد. بافت این شهر از بافت قدیمی بیرون آمده و اگر چه در گذشته به صورت سنتی ساخته شده اما در دهه‌های گذشته دگرگونی‌هایی در بافت و معماری نوین انجام شده و سبک نوین معماری در آن آغاز شده است.
فردوسی در شاهکار خود یعنی شاهنامه در داستان شاپور ذوالاکتاف در زمان رفتن شاه ایران به روم از شهر گز نام برده و در بیتی اشاره میکند که :
به بازارگانی برفتم ز جز   یکی کاروان دارم از خز و بز
حمدلله مستوفی در کتاب نزهةالقلوب می‌نویسد: «بهمن بن اسفندیار در این ده آتشکده‌ای ساخته است.»
برخی تاریخ شناسان بر این باورند که این آتشکده بعد از یورش اعراب به ایران و با نفوذ اسلام در این شهر به مسجد تبدیل شده است.
گزبرخوار با دارا بودن تپه باستانی باقی‌مانده از دوران اشکانیان، قدیمی‌ترین سند باستان‌شناسی و گور خمره را در خود دارد.

## گویش و زبان محلی
گویش و زبان گزبرخوار گویش گزی، فرس قدیم به‌صورت قسمتی از زبان‌های چهارگانه پهلوی یا پهله‌ای (شهری)، ولایتی (روستایی)، بتری (بریده و کوتاه) و دری که مربوط به بیان و دشت و دره و صحرا بوده است.
این زبان به تدریج از قرن یازدهم هجری به بعد تحت تأثیر زبان و خط فارسی قرار گرفته و تغییر یافته است ولی در حال حاضر، زبان مزبور یک زبان قدیمی و اصیل محسوب می‌گردد و از نظر نوشتار بدون خط و از الفبای فارسی و عربی و اعراب آن‌ها کارایی گرفته و می‌گیرد و به دلیل همانندی‌هایی که در برخی واژه‌ها با گویش زبان آلمانی و بعضی نواحی اروپا و حتی یونان داشته است، مورد تحقیق و بررسی متخصصین و فرهنگ شناسان آلمانی نظیر «ویلهلم آیلرس» (۱۹۸۹–۱۹۰۶ م) قرارگرفته است. به طوری که نامبرده، هنگامی که در موسسّهٔ باستان‌شناسی آلمان در اصفهان بود (۱۳۲۰–۱۳۱۵ هـ. ش) و سپس در دههٔ ۱۳۴۰ خورشیدی به ضبط زبان گزی همّت گماشت. وی حاصل این گردآوری را با کمک اولریش شاپکا در دو جلد نفیس در آلمان و با عنوان «Westiranische Mundarten aus der Sammlung Wilhelm Eilers» (گویش‌های ایران باختری از گردایه‌های ویلهلم آیلرس) منتشر کرد.
این زبان در تاریخ ۳۰ بهمن ۱۳۹۶ در فهرست آثار میراث ناملموس کشور با شماره ۱۵۳۰ و با نام «گویش گزی» ثبت گردید. دیوان درویش عباس گزی به زبان محلی گزبرخوار به جا مانده و به چاپ رسیده است. این کتاب شامل حدود ۴۰۰ غزل است

## بناهای تاریخی

### تپه باستانی گز
مهم‌ترین سند تاریخی شهر گز، تپه باستانی گز می‌باشد که در محدوده پارک مدرس گز قرار دارد. این تپه از سال ۱۳۸۴ به صورت اتفاقی کشف گردید و طی یک فصل کاوش باستان‌شناسی، پنج گور خمره و تعدادی خشت‌های سفالی از دل این تپه کشف گردید. بنا به نظر کارشناسان میراث فرهنگی استان اصفهان، این گور خمره‌ها مربوط به دوران اشکانیان بوده و قدمت گز به دوره اشکانی می‌رسد. نمونهٔ مشابه این گور خمره‌ها در تپه اشرف اصفهان و تپه سیلک کاشان مشاهده شده است. علیرضا جعفری زند باستان‌شناس، در مصاحبه ای با خبرگزاری ایرنا اعلام کرد: آنچه باعث شده احتمال اشکانی بودن تپه اشرف اصفهان قوت بگیرد، گورخمره‌هایی بود که قبلاً مشابه آن‌ها در تپه گز کشف گردید. این تپه در سال ۱۳۸۵ به شماره ۱۶۰۰۴ در فهرست آثار ملی ایران به ثبت رسید. در سال‌های بعد در حفاری‌ها اطراف شاه نعمت اله، که در راس تپه قرار دارد، دو ظرف شیشه ای (اشکدان یا گلابدان) مربوط به دوره ساسانی کشف گردید که توسط اداره اوقاف شهرستان شاهین شهر ضبط گردید. همچنین تعدادی قبر گبرا، نیز پیدا شد که جهت این گورها بر خلاف جهت گورهای مسلمانان بود و مربوط به قبل از اسلام می‌باشد. در حال حاضر پنج گور خمره کشف شده از تپه باستانی شهرگز در موزه مردم‌شناسی شهر گز واقع در فرهنگسرای ادیب برومند نگهداری می‌شود. در اردیبهشت ماه سال ۱۳۹۷ و همزمان با روز جهانی موزه‌ها، آیین رونمایی از دو گورخمرهٔ مکشوفه از تپه گز که توسط دانشگاه هنر اصفهان مرمت شده بود، با حضور مدیر کل میراث فرهنگی استان اصفهان در فرهنگسرای ادیب برومند شهر گز رونمایی شد.

### مسجدجامع گز

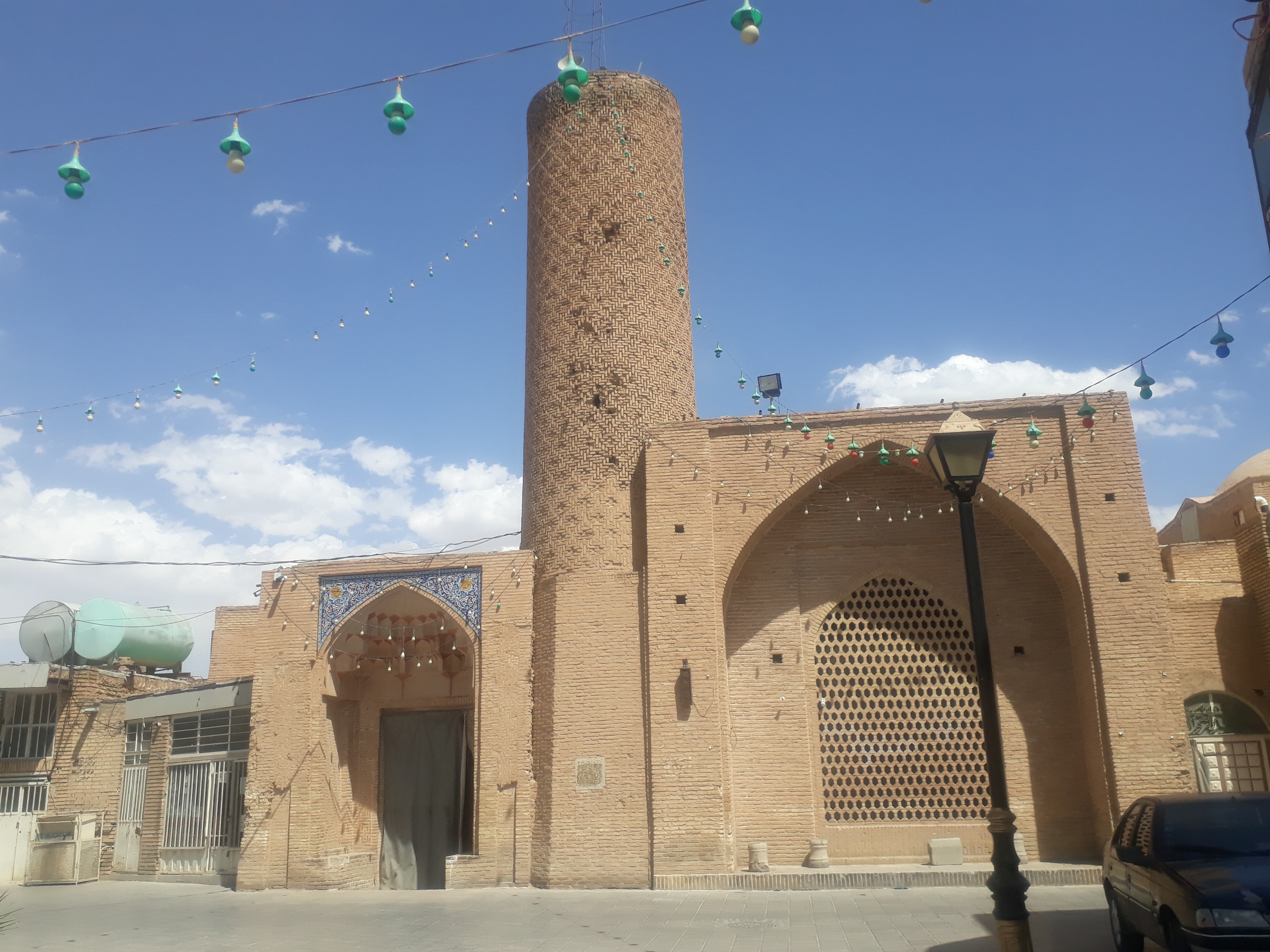
مسجد جامع گز

مسجد جامع گز یک مسجد کوچک چهار ایوانی از دوره سلاجقه است (قرن ششم) که دردوره‌های بعد خرابی‌هایی به آن وارده آمده و دوباره تجدید ساختمان شده، با این همه، مقدار زیادی از مشخصات سلجوقی خود را حفظ کرده است. ایوان‌های شمالی، جنوبی، شرقی و غربی دراین مسجد، دو به دو قرینه هم هستند و صحن آن به شکل مربع و طول و عرض آن در حدود ۱۲ متر می‌باشد. آثار قابل ملاحظه سلجوقی این مسجد در ایوان غربی آن است و دو راهروی فعلی مسجد در طرفین این ایوان قرار دارند. در هر یک از اضلاع شمالی و جنوبی، ایوانی در مدخل به ارتفاع تقریبی دو متر و نیم قرار دارد.

### کاروانسرای عباسی
یکی از نمونه‌های جالب کاروانسراهای دوره شاه عباس اول که در سر راه اصفهان به شمال ساخته شده، کاروانسرای گز است. طول این کاروانسرای تاریخی در قسمت خارج آن از مشرق به مغرب ۹۶ متر و عرض آن از شمال به جنوب ۸۳ متر و در داخل کاروانسرا طول صحن آن از مشرق به مغرب چهل متر و عرض آن از شمال به جنوب ۴۰ متراست. در چهار گوشه کاروانسرا چهار برج دیگری بنا شده که منظره آن از دور هم نمایان است و برای دیده‌بانی به‌کار می‌رفته است. ارتفاع سردر باشکوه کاروانسرای گز یازده متر است و نمای خارجی آن شامل ایوان‌های فوقانی و تحتانی با جرزها و پشت‌بغل‌های کاشی‌کاری از نوع معقلی می‌باشد. قسمت فوقانی سردر ورودی کاروانسرا نیز تزئینات جالبی از نوع کاشی‌کاری معقلی دارد.

### موزه مردم‌شناسی برخوار
اولین موزه خصوصی مردم‌شناسی ایران با محور شناخت دشت برخوار به همت آقای مجید فروتن در فرهنگسرای ادیب برومند تأسیس گردیده است. این مجموعه حاوی ۱۰۰۰ قطعه شیء شامل اشیا و سفال‌های اشکانی و ساسانی، آلات زندگی مردم، نسخ و کتب، آهن‌آلات و قفل و یراق و … می‌باشد.

### مسجد آقا محمود
یکی از آثار آجری و قدیمی گز، مسجد مستطیلی شکل و کوچک آقامحمود به عرض تقریبی ۱۰ متر و طول ۱۲ متر بوده که در محل مدخل ورودی بازار قدیمی تخریب شده گز بنا گردیده و به نظر می‌رسد آن هم از آثار معماری اواخر حکومت صفویه باشد که توسط شخصی به نام آقامحمود بنا شده است.

### بقعه متبرکه امامزاده شاه نعمت‌اله و قبرستان سادات
یکی از قدیمی‌ترین و معتبرترین و مستندترین بناهای تاریخی دوران صفویه و مقابر متبرکه گز و منطقه برخوار است که بیش از ۵۰۰ سال قدمت دارد و از سال‌های ربع اول قرن دهم هجری (بعد از سال‌های ۹۱۷ هجری قمری) از زمان شاه اسماعیل صفوی بر جای مانده است.

### بنیاد فرهنگی و فرهنگسرای ادیب برومند
فرهنگسرای ادیب برومند در سال ۱۳۸۰ به همت شاعر ملی ایران ادیب برومند به منظور ایفای خدمتی ویژه برای زادگاه ایشان بنیاد شد. این فرهنگسرا به صلاحدید هیئت امنای این بنیاد و شورای شهر، فرهنگسرای ادیب برومند نامیده شده است. محل فرهنگسرا بنایی کهن، با قدمت حدود ۱۳۰ سال و به مساحت ۳۴۰۰ متر مربع می‌باشد. در قسمت شمالی زمین یک تالار مزیّن به گچ بری و شاه‌نشینی با دو پستو و در دو سوی آن دو طاق همقواره و پیوسته به هم وجود دارد. در قسمت شرقی یک حوض‌خانهٔ بزرگ و یک آبدارخانهٔ کوچک و در قسمت غربی یک اتاق بزرگ با دو اتاق کوچک‌تر واقع شده است. افزون بر این در ضلع غربی یک راهرو به یک زیرزمین منتهی می‌گردد که هم‌اکنون موزهٔ مردم‌شناسی برخوار در آن‌جا مستقر شده است. در حیاط این عمارت، حوضی آبی رنگ و دورسنگی در میان ساختمان و روبروی سالن ساخته شده و آب آن در جویباری به رنگ آبی پلّه پلّه با داشتن فوّاره‌های متعدد به سوی جنوب جاری می‌شود.
این بنا در واقع بخشی از عمارت ساخته شده در عهد قاجار توسط حاج محمدعلی‌خان کلانتر، فرزند علی‌اکبر بیگ والی منطقه از عهد فتحعلی شاه قاجار بوده که شامل ۳ بخش بیرونی (فرهنگسرای کنونی)، اندرونی و کاروانسرا (مجموعاً حدود ۱۰ هزار متر مربع) بوده است. فرهنگسرای گز برخوار یکی از خانه‌های تاریخی برومند در گز برخوار متعلق به آقای حیدرعلی خان برومند بود و در حال حاضر"فرهنگسرای ادیب برومند " نام گرفته است.

### دیگر آثار
باروی قدیمی شهر، منازل قدیمی امینیان و سلیمان آقا، باغ سالار.

## کشاورزی
کشاورزی شهر گز در گذشته معروف بوده است. وجود قنوات متعدد در منطقه حاکی از سابقه طولانی و پرکار مردم در امر کشاورزی است. لیکن به واسطه خشکسالی‌های متوالی و حفر چاه‌های عمیق در منطقه که به مبدأ قنوات نزدیک بوده و نیز به واسطه عدم نگهداری و لایروبی بموقع، قنوات این شهر دچار کم‌آبی و رکود کشاورزی و از بین رفتن باغات و در نتیجه روی آوردن کشاورزان به شهرها وتغییرشغل آنهاراسبب شده است.
محصولات عمده کشاورزی آن که به‌طور مختصر تولید می‌شود شامل:غلات، چغندر قند، به ویژه خربزه می‌باشد. از محصولات سر درختی می‌توان به پرورش درختانی نظیر پسته و انگور اشاره نمود.

## صنعت
به علت وجود خاک رس مرغوب و کوره‌های آجرپزی در این منطقه، شهر گزبرخوار تبدیل به یکی از قطب‌های صنعت تولید آجر ایران شده است.

## درآمد و کسب و کار
عموماً از طریق شغل آزاد کسب درآمد می‌کنند.